# Int'Air Îles
Première Compagnie des Îles de la Lune
Int'Air Îles est une compagnie aérienne régionale basée à l'aéroport d'Anjouan-Ouani aux Comores. Elle est fondée en 2007 avec pour nom Inter Îles Air et rebaptisée à son nom actuel en mars 2015. En utilisant une flotte de six avions, la compagnie dessert les trois îles des Comores, le territoire français de Mayotte, la Tanzanie et Madagascar.
Int'Air Îles est un membre fondateur de l'Alliance Vanille , formée en septembre 2015 entre plusieurs compagnies aériennes basées dans l'Océan Indien.

## Histoire
Int'Air Îles a été fondée en 2007 comme Inter Îles Air.  Le 27 novembre 2012, un Embraer 120 de la compagnie aérienne a fait un amerissage peu après son décollage de Moroni ; les 29 occupants de l'avion ont pu être secourus. Inter Îles Air a suspendu ses opérations jusqu'au 18 mai 2013, reprenant ses vols avec un nouveau Saab 340.
Au début de novembre 2013, Int'Air Îles a été suspendu vers Dzaoudzi en rétorsion lorsque la compagnie aérienne mahoraise Ewa Air s'est vue révoquer les droits de trafic par le gouvernement comorien pour Moroni. Les deux compagnies ont écrit une lettre conjointe au ministère comorien des Transports, l'invitant à rétablir les droits. Le différend a été résolu vers la fin du mois. Les droits de trafic ont été rétablis pour Ewa Air, et Inter Îles Air a été ré-autorisée à reprendre ses vols vers Dzaoudzi.
Le 13 mars 2015, la compagnie aérienne, rebaptisée Int'Air Îles, a dévoilé une nouvelle livrée. Le 22 juin 2015, l'aérodrome d'Anjouan-Ouani a imposé à Int'Air Îles de payer une taxe internationale sur ses vols au départ de l'aéroport de l'île française de Mayotte, dont 4 millions de francs comoriens dans la dette. La compagnie aérienne avait déjà été payé une taxe nationale, huit fois inférieure à celui de la taxe internationale. La compagnie aérienne a refusé de payer, invoquant le fait que le gouvernement comorien considère Mayotte comme une île des Comores et donc une destination domestique ; Int'Air Îles a alors suspendu toutes les opérations. Le 1er juillet le ministère des Transports a annoncé un accord avec Int'Air Îles, qui accepte de commencer à payer la taxe internationale. La compagnie aérienne a repris tous les vols le 14 juillet.
Le 21 septembre 2015, Int'Air Îles est devenu un membre fondateur de l'Alliance Vanille, visant à favoriser la coopération entre les compagnies aériennes au sein de l'Océan Indien et d'améliorer le service aérien dans la région. Les autres compagnies aériennes fondatrices sont Air Austral, Air Madagascar, Air Mauritius et Air Seychelles.
Le 5 mars 2017, le directeur de la compagnie Seffoudine Inzoudine, annonce l'ouverture prochaine d'une ligne Marseille-Moroni à partir de juin 2017. Une ligne qui sera affrétée par un Airbus A320 qui effectuera 2 rotations par semaine en haute saison.

## Destinations
En décembre 2016, Int'Air Îles dessert huit destinations:
| Pays                | Ville         | Aéroport                          | Notes | Réf.  |
| ------------------- | ------------- | --------------------------------- | --- | ----- |
| Comores             | Anjouan       | Anjouan-Ouani                     | Base | [ 1 ] |
| Comores             | Mohéli        | Mohéli                            | — | [ 1 ] |
| Comores             | Moroni        | Moroni                            | — | [ 1 ] |
| Émirats arabes unis | Dubaï         | Dubaï                             | Avril 17[réf. nécessaire] | [ 1 ] |
| Mayotte             | Dzaoudzi      | Dzaoudzi-M. Henry                 | — | [ 1 ] |
| Madagascar          | Antananarivo  | Antananarivo                      | — |       |
| Madagascar          | Majunga       | Majunga-Amborovy                  | — |       |
| Tanzanie            | Dar es Salaam | Dar es Salam-J. Nyerere           | — | [ 2 ] |
| La Réunion          | Saint-Pierre  | Saint-Pierre-Pierrefonds          | démarre le 16 décembre 2016 (Refusé pour non-respect de la réglementation du transport aérien à Mayotte )                                                                       | [ 3 ] |
| Maurice             | Port-Louis    | Maurice-Sir Seewoosagur Ramgoolam | démarre en décembre 2016 (Refusé pour non-respect de la réglementation du transport aérien imposé par la Direction générale de l'Aviation civile dans l'espace aérien Français) | [ 4 ] |

## Flotte

### Actuelle
En décembre 2016, Int'Air Îles exploite une flotte de 6 avions.
| Avions             | En Service | Commande | Passagers | Notes                    |
| ------------------ | ---------- | -------- | --------- | ------------------------ |
| Airbus A320-200    | 1          | —        | 150       | Livré le 4 décembre 2016 |
| Cessna 207         | 1          | —        | 5         |                          |
| Cessna 208 Caravan | 2          | —        | 12        |                          |
| Cessna 404 Titan   | 1          | —        | 11        |                          |
| Let L-410 Turbolet | 1          | —        | 19        |                          |

### Historique
| Modèle                | Introduit | Retiré | Notes                       |
| --------------------- | --------- | ------ | --------------------------- |
| British Aerospace 146 | 2011      | 2012   |                             |
| Saab 340              | 2013      | 2014   | Loué Chez AeroJet, Ukraine  |
| Embraer 110           | 2014      | ?      | Loué Chez Aberdair Aviation |
| Embraer 120           | 2015      | 2015   |                             |
| Cessna 404            | 2014      | 2015   |                             |

## Accidents et incidents
- Le 27 novembre 2012, un Embraer 120 immatriculé D6-HUA, a été forcé de faire un amerrissage cinq minutes après son décollage de l'aéroport international Prince Saïd Ibrahim de Moroni. Destiné à l'aéroport Ouani à Anjouan , l'avion a subi une fuite de carburant au décollage et n'a pas réussi à revenir à Moroni. Tous les 25 passagers et 4 membres d'équipage à bord ont été sauvés par des pêcheurs locaux, et seul le pilote a subi des blessures mineures. L'avion a ensuite été radié, et Int'Air Îles a été suspendue pour plus de cinq mois.